# Carabodidae
Carabodidae zijn  een familie van mijten. Bij de familie zijn circa 60 geslachten met circa 345 soorten ingedeeld.

## Taxonomie
De volgende taxa zijn bij de familie ingedeeld:
- Geslacht Antongilibodes Fernandez, Theron, Leiva, Rollard & Tiedt, 2014
  - Antongilibodes paulae Fernandez, Theron, Leiva, Rollard & Tiedt, 2014
- Geslacht Aokiella Balogh & Mahunka, 1967
  - Aokiella florens Balogh & Mahunka, 1967
- Geslacht Apotomocepheus Aoki, 1965
- Geslacht Apotomocephus Aoki, 1965
- Geslacht Archegocepheus Aoki, 1965
- Geslacht Austrocarabodes Hammer, 1966
  - Austrocarabodes arrogans Pérez‒Íñigo, 1967
  - Austrocarabodes bituberculatus Aoki, 2006
  - Austrocarabodes boninensis (Aoki, 1978) (Carabodes australis b.)
  - Austrocarabodes curvisetiger Aoki, 1982
  - Austrocarabodes ensifer (Sellnick, 1931)
    - = Carabodes ensifer Sellnick, 1931

  - Austrocarabodes foliaceisetus Krivolutsky, 1971
  - Austrocarabodes haradai (Aoki, 1978) (Carabodes)
  - Austrocarabodes intermedius Ruiz, Subías & Kahwash, 1989
  - Austrocarabodes lepidus Aoki, 1978
  - Austrocarabodes obscurus Aoki, 2006
  - Austrocarabodes szentivanyi (Balogh & Mahunka, 1967) (Carabodes)

    - Ondergeslacht Austrocarabodes (Uluguroides) Mahunka, 1983 (=Ngorongobodes J. y P. Balogh, 1992)
      - Austrocarabodes (Uluguroides) aethiopicus Ermilov, Sidorchuk y Rybalov, 2010
      - Austrocarabodes (Uluguroides) arboreus Ermilov, Sidorchuk y Rybalov, 2010
      - Austrocarabodes (Uluguroides) grandis (Mahunka, 1984) (“Ulugurozetes”)
      - Austrocarabodes (Uluguroides) incrustatus (Wallwork, 1977) (Carabodes)
      - Austrocarabodes (Uluguroides) kluttzi Ermilov, Winchester, Lowman y Wassie, 2012
      - Austrocarabodes (Uluguroides) minitricha (Mahunka, 1993) (U.)
      - Austrocarabodes (Uluguroides) pentatrichus (Balogh, 1962) (Carabodes)
      - Austrocarabodes (Uluguroides) trichosus (Mahunka, 1983) (U.)
- Geslacht Bakobodes Mahunka, 1996
- Geslacht Baloghodes Mahunka, 1986
- Geslacht Bathocepheus Aoki, 1978
- Geslacht Berndobodes Mahunka, 1986
- Geslacht Bovicarabodes Fernandez, Theron & Rollard, 2013
- Geslacht Bunabodes Fujikawa, 2004
- Geslacht Carabodella Mahunka, 1986
- Geslacht Carabodes C.L.Koch, 1835
- Geslacht Carabodites Pampaloni, 1902
- Geslacht Cavaecarabodes Fernandez, Theron, Rollard & Castillo, 2014
  - Cavaecarabodes hauseri (Mahunka, 1989)[1]
- Geslacht Cavernocarabodes Mahunka, 1974
- Geslacht Ceylobodes Balogh & Balogh, 1992
- Geslacht Chistyakovella Ermilov, Aoki & Anichkin, 2013
- Geslacht Congocepheus Balogh, 1958[2]
  - Congocepheus camerunensis Fernandez, Theron, Leiva & Tiedt, 2017[3]
  - Congocepheus heterotrichus Balogh, 1958
  - Congocepheus involutus Mahunka, 1997
  - Congocepheus latilamellatus Mahunka, 1984
  - Congocepheus ornatus Mahunka, 1983
  - Congocepheus taurus Balogh, 1961
  - Congocepheus thailandae Fernadez, Theron, Leiva, & Jordaan, 2018[1]
  - Congocepheus velatus Mahunka, 1986
- Geslacht Cubabodes Balogh & Mahunka, 1974
- Geslacht Diplobodes Aoki, 1958[4]
  - Diplobodes africanus Mahunka, 1987[5]
  - Diplobodes kanekoi Aoki, 1958
  - Diplobodes thailande Fernandex, et al., 2019[6]
- Geslacht Gibbibodes Mahunka, 1986
- Geslacht Gibbicepheus Balogh, 1958
- Geslacht Guineobodes Mahunka, 1987
- Geslacht Gymnobodes Balogh, 1965
- Geslacht Hardybodes Balogh, 1970
- Geslacht Indotocepheus Mondal & Kundu, 1999
- Geslacht Kalloia Mahunka, 1985
- Geslacht Klapperiches Mahunka, 1978
- Geslacht Machadocepheus Balogh, 1958
- Geslacht Malgasodes Mahunka, 2000
- Geslacht Mangabebodes Fernandez, Theron, Leiva, Rollard & Tiedt, 2014
  - Mangabebodes kymatismosi Fernandez, Theron, Leiva, Rollard & Tiedt, 2014
- Geslacht Mauribodes Balogh & Balogh, 1992
- Geslacht Meriocepheus Aoki, 1973
- Geslacht Neocarabodes Balogh & Mahunka, 1969
- Geslacht Ngorongobodes Balogh & Balogh, 1992
- Geslacht Odontocephalus
- Geslacht Odontocepheus Berlese, 1913
- Geslacht Opisthocepheus Aoki, 1976
- Geslacht Pasocepheus Aoki, 1976
- Geslacht Pentabodes Balogh, 1984
- Geslacht Philippobodes Balogh & Balogh, 1992
- Geslacht Phyllocarabodes Balogh J & Mahunka S, 1969
- Geslacht Plateocranus Sellnick, 1919
- Geslacht Pseudocarabodes Mahunka, 1991
- Geslacht Rugocepheus Mahunka, 2009[7]
  - Rugocepheus costaricensis Fernandez, Theron, Leiva & Tiedt, 2017[8]
  - Rugocepheus formosus Mahunka, 2009[7]
  - Rugocepheus joffrevillei Fernandez, Theron & Rollard, 2013
- Geslacht Rwandabodes Fernandex, et al., 2019[6]
  - Rwandabodes kayoveae Fernandex, et al., 2019[6]
- Geslacht Sagittabodes J. & P.Balogh, 1992
- Geslacht Scutoribates Sellnick, 1919
- Geslacht Singabodes Mahunka, 1998
  - Singabodes rarus Mahunka, 1998
- Geslacht Spathulocepheus Balogh & Mahunka, 1969
- Geslacht Synkrotima Fernandez, Theron, Leiva & Tiedt, 2017[3]
  - Synkrotima zimbabwae Fernandez, Theron, Leiva & Tiedt, 2017[3]
  - Synkrotima tsalakpmenoi Fernadez, Theron, Leiva, & Jordaan, 2018[1]
- Geslacht Tansocepheus Mahunka, 1983
- Geslacht Tanzaniacepheus Jordaan, 2017
- Geslacht Tectocarabodes Mahunka, 1988
- Geslacht Trichocarabodes Balogh, 1961
- Geslacht Tuberocepheus Balogh & Mahunka, 1969[9]
  - Tuberocepheus longus (Balogh, 1962)
    - = Machadocepheus longus Balogh, 1962[10]
- Geslacht Yemenobodes Mahunka, 2000
- Geslacht Yoshiobodes Mahunka, 1986
  - Yoshiobodes camerunensis Fernandez, Theron, Leiva & Tiedt, 2017[8]
  - Yoshiobodes irmayi (Balogh & Mahunka, 1969)
- Geslacht Zimbabwecepheus Jordaan, 2017